# Леди Ева
«Леди Ева» (англ. The Lady Eve) — эксцентрическая комедия режиссёра Престона Стёрджеса, снятая в 1941 году с Барбарой Стэнвик и Генри Фондой в главных ролях. Сценарий Стёрджеса основан на рассказе Монктона Хоффа. На роль мошенницы Джин Харрингтон претендовала Полетт Годдар, но в итоге она досталась Барбаре Стэнвик. Лента была номинирована на премию «Оскар» за лучший литературный первоисточник, а также попала в десятку лучших фильмов года по версии Национального совета кинокритиков США. В 1994 году картина была включена в Национальный реестр фильмов Библиотеки Конгресса США.

## Сюжет
Чарльз Пайк, герпетолог и наследник империи пивного короля, возвращается из Южной Америки в США на океанском лайнере. Этого флегматичного холостяка интересуют только змеи, поэтому лишь одна из многочисленных пассажирок, делающих ему недвусмысленные авансы, завоёвывает его внимание — очаровательная мошенница Джин Харрингтон, обирающая ротозеев в паре с отцом, профессиональным карточным шулером.
Чтобы познакомиться с Чарльзом, Джин применяет хитрость — подставляет ему подножку и, когда тот падает, притворяется, что сломала каблук. Хорошо воспитанному молодому человеку приходится проводить её в каюту, чтобы девушка могла сменить обувь. Так как Чарльз провел в джунглях Амазонки больше года и отвык от женского внимания, Джин без труда охмуряет его, и вскоре, несмотря на предупреждения своего спутника и опекуна Маггси, Чарльз совершенно теряет голову.
Джин, к собственному изумлению, тоже влюбляется в него. Она собирается бросить преступное увлечение и выйти за Чарльза замуж, однако Харрингтон воспринимает намерения дочери скептически. Не теряя надежды выудить у Чарльза побольше денег, он тем же вечером встречается с ним за карточным столом. Но Джин — истинная дочь своего отца и не менее ловкая мошенница, поэтому она подкладывает жениху хорошие карты, почти полностью расстраивает планы Харрингтона и позволяет ему выиграть у Чарльза совсем немного.
Однако тем же вечером, пока Джин нет рядом, Харрингтон наверстывает упущенное и, умело мошенничая, выигрывает у ничего не подозревающего Чарльза 32 тысячи долларов. Тот выписывает чек, но в этот момент появляется взбешённая поведением отца Джин, и полковник притворяется, что разрывает чек. Затем он убеждает Чарльза, что хотел всего лишь преподать ему урок.
Подозрительное поведение Харрингтонов не даёт покоя Маггси. Раздобыв у капитана корабля компрометирующую фотографию, он доказывает Чарльзу, что отец и дочь — не те, за кого себя выдают. Осознав с тяжестью на душе, что Джин обманывала его, молодой человек порывает с ней и тем самым разбивает девушке сердце. Не веря, что возлюбленный смог так легко отступиться, Джин замышляет план мести и искренне радуется, когда отец показывает в целости и сохранности чек Чарльза.
Спустя некоторое время Харрингтоны встречают на ипподроме своего старого знакомого Перли, такого же мошенника, как они сами. Перли живёт под именем сэра Альфреда Макгленнана Кита в Бриджфилде, родном городе Чарльза, и вхож в светское общество. Так как сердечные раны Джин всё ещё кровоточат, она вместе с Перли разрабатывает план мести и под именем его племянницы-аристократки леди Евы Сидвик, которая якобы недавно прибыла из Англии, заявляется в дом Пайков.
Джин, умелая актриса, с лёгкостью очаровывает членов семьи Чарльза, а сам молодой человек поражён сходством блистательной и остроумной аристократки с его корабельной любовью. Маггси настаивает, что Ева и Джин — одна и та же девушка, а Чарльз, рассуждая от противного, не соглашается с ним — по его логике, если бы Джин хотела проникнуть к ним дом, она обязательно постаралась бы замаскироваться. Вскоре он влюбляется в Еву, затем следует обручение и, наконец, свадьба. Месть Джин завершается в их брачную ночь — в поезде она рассказывает мужу выдуманную историю о своих былых любовных похождениях. Чарльз, поражённый их числом и разнообразием, охладевает к супруге, прямо в пижаме выскакивает из поезда и немедленно подаёт на развод.
Месть не приносит Джин удовлетворения — понимая, что всё ещё любит Чарльза, она просит его встретиться с ней напоследок, но он отвечает отказом. Тогда Джин садится на судно, которым отправился путешествовать Чарльз, и привлекает его внимание прежним способом — то есть ставит молодому человеку подножку. Чарльз взволнован неожиданной встречей. По-прежнему не догадываясь, что Ева и Джин — это одно лицо, он увлекает её в свою каюту. Прежде чем за ними закрывается дверь, Чарльз сокрушенно сообщает девушке, что женат, и Джин признается ему в том же. Фильм заканчивается репликой Маггси — безусловно, это одна и та же дама, говорит он.

## В ролях
| Актёр            | Роль                                           |
| ---------------- | ---------------------------------------------- |
| Барбара Стэнвик  | Джин Харрингтон                                |
| Генри Фонда      | Чарльз Понсфорт Пайк                           |
| Юджин Паллетт    | Гораций Пайк                                   |
| Чарльз Кобёрн    | полковник Харрингтон                           |
| Мелвилл Купер    | Геральд                                        |
| Уильям Демарест  | Маггси                                         |
| Эрик Блор        | Перли                                          |
| Роберт Грейг     | Бурроуз                                        |
| Марта О’Дрисколл | Марта                                          |
| Мэри Макларен    | вдова-кокетка на корабле (в титрах не указана) |